# Vemmingbund
Vemmingbund (deutsch Wenningbund) ist eine Bucht und eine Ferienhaussiedlung im Nordosten der Halbinsel Broager Land in Nordschleswig (dänisch Sønderjylland), Dänemark. Früher befand sich in Vemmingbund ein Fischerdorf. Der Strand von Vemmingbund ist ein beliebter Badestrand. Die Bucht von Vemmingbund ist bis zu 25 m tief und 1,5 km breit.

## Lage
Die Bucht von Vemmingbund ist eine Einbuchtung innerhalb der Sønderborger Bucht und trennt die Seitenmoränen des Broager Lands von den Düppeler Höhen. Die Siedlung Vemmingbund befindet sich im Innern der Bucht an ihrem westlichen Ende.

## Geologie
Die Bucht von Vemmingbund entstand am Ende der letzten Eiszeit. Der Gletscher, der für die Entstehung des Kleinen Belts verantwortlich war, schuf mit einem der letzten Vorstöße seiner Gletscherzunge die Vertiefung von Vemmingbund.

## Namensherkunft
Der Ortsname, 1649 als „Wemming bondt“ erstmals erwähnt, besteht aus zwei Teilen: Der erste Teil, Vemming, war wahrscheinlich der ursprüngliche Name der Bucht und ist von altdänisch *hwam „kleines Tal“ mit dem germanischen Suffix -ing abgeleitet. Der Zusatz bund (dänisch: Boden, Grund) bezog sich ursprünglich auf den inneren Teil der Bucht, der trockengelegt und so zu festem Grund wurde.

## Geschichte
Während des Deutsch-Dänischen Krieges von 1864 wurde das dänische Panzerschiff Rolf Krake mehrfach in der Bucht von Vemmingbund eingesetzt. Am 28. März 1864 konnte das Schiff von hier aus, obwohl es von feindlichen Batterien unter Beschuss genommen wurde, mit seinem Feuer einen preußischen Angriff auf die Düppeler Schanzen stoppen. In den folgenden Nächten brachten die Preußen eine größere Zahl von Fischernetzen in der Bucht von Vemmingbund aus, da sie hofften, dass sich die Schiffsschraube der Rolf Krake darin verfangen würde. Am 10. April 1864 gelang es jedoch den Dänen im Schutz von nebligem Wetter, viele der Netze unschädlich zu machen. Bei der Erstürmung der Düppeler Schanzen am 18. April 1864 nahm die Rolf Krake von Vemmingbund aus feindliche Kolonnen unter Feuer, konnte aber den Sieg der Preußen nicht verhindern. Noch am selben Tag verließ das Schiff die Bucht für immer.
Am 28. April 1935 kam es in der Bucht von Vemmingbund zu einem tödlichen Bootsunglück. Fünf junge Männer des deutschen Ruderklubs Germania in Sønderborg wollten die Strecke von Skelde nach Sønderborg zurückrudern, und zwar trotz unruhiger See in einem Auslegerkanu. Dabei kenterten sie in der Bucht von Vemmingbund und ertranken. Auf dem Friedhof in Sønderborg wurde den fünf Verunglückten (Herb. Richter, H. Christiansen, Joh. Kückelhahn, H. Rohwedder, Chr. Krabbenhöft) ein großer Gedenkstein errichtet, der dort bis heute steht.

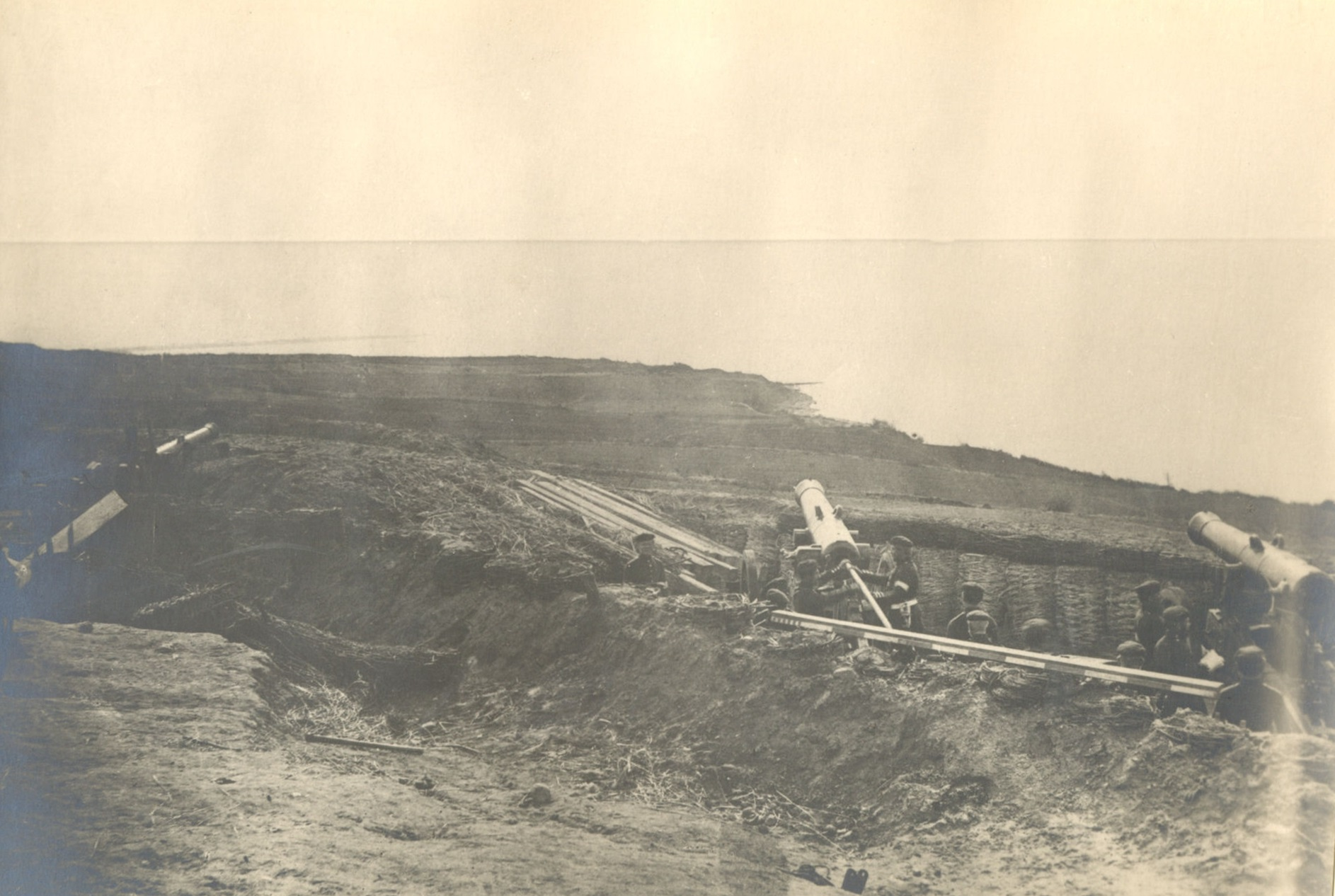
Die preußische Batterie Nr. 28 in Vemmingbund, 1864
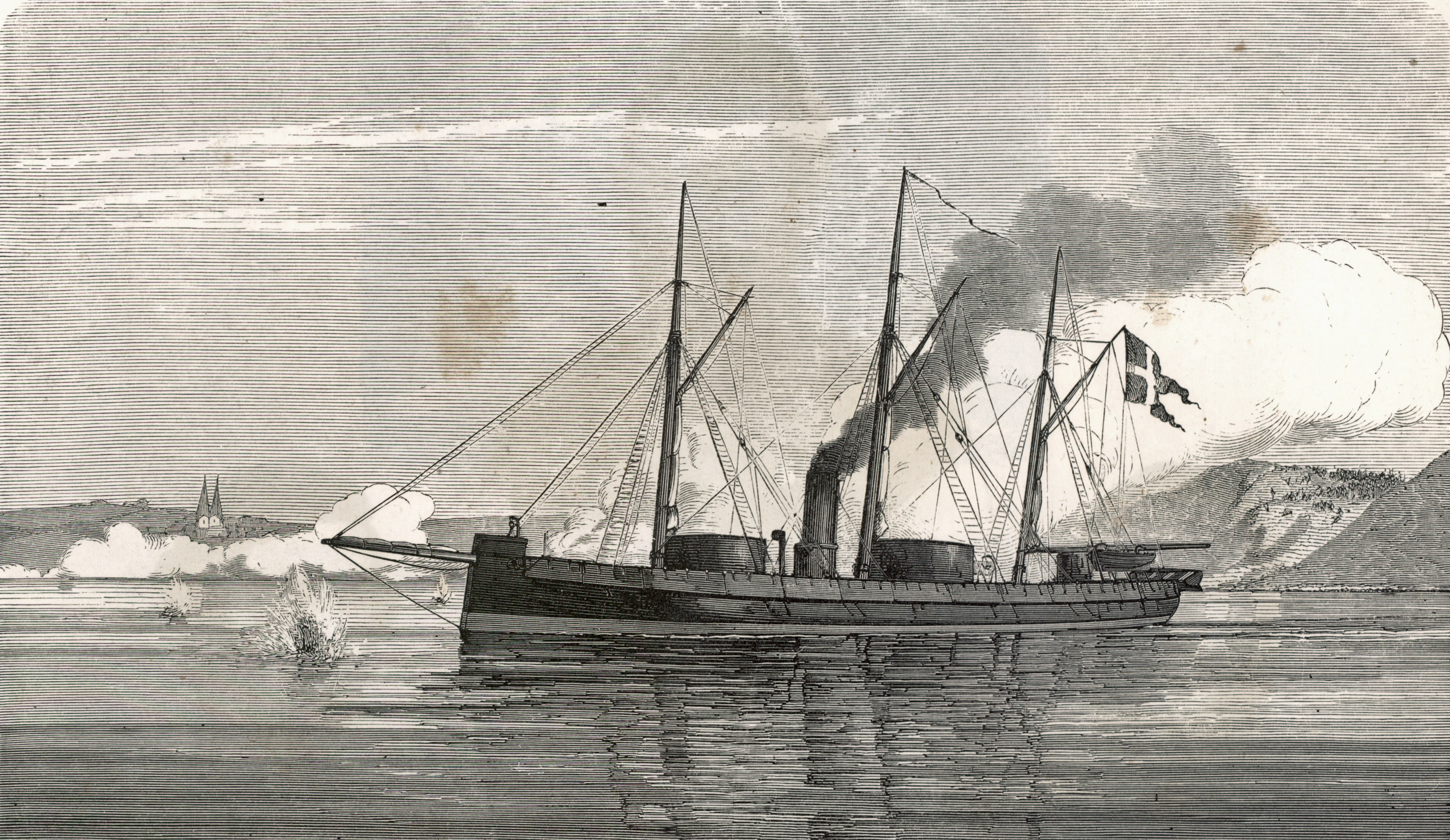
Das Panzerschiff Rolf Krake in der Bucht von Vemmingbund unter preußischem Beschuss
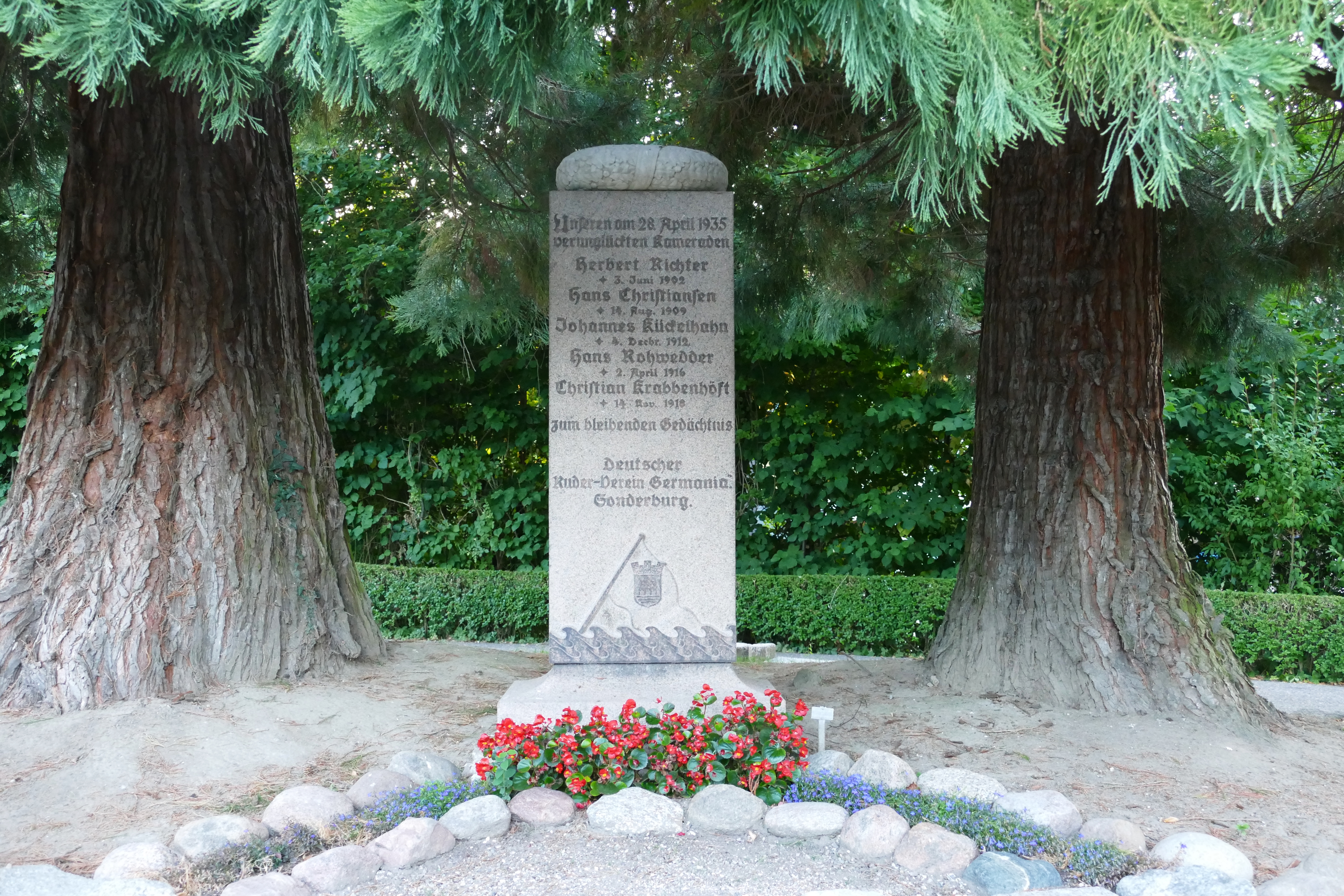
Gedenkstein für die ertrunkenen Ruderer von Vemmingbund in Sønderborg, 1935